# الزكاكرة (كرديد)
الزكاكرة هي إحدى مشيخات المملكة المغربية، تتبع جغرافيا لإقليم سيدي بنور وإداريًا لكرديد. يقدر عدد سكانها بـ 3019 نسمة حسب الإحصاء الرسمي للسكان والسكنى لسنة 2004.